# Quarta Guerra Anglo-Maiçor
A Quarta Guerra Anglo-Mysore ou Anglo-Maiçor (1798–1799) foi uma guerra no sul da Índia, entre o Reino de Maiçor e a British East India Company sob o comando do Conde de Mornington.
Este foi o conflito final das Guerras Anglo-Maiçor. Os britânicos tomaram o controle indireto da Maiçor, restaurando a dinastia Wodeyar ao trono Maiçor (com um comissário britânico para aconselhá-lo sobre todas as questões). O jovem herdeiro de Tipu Sultão, Fate Ali, foi enviado para o exílio. O Reino de Maiçor tornou-se um estado principesco em uma aliança subsidiária com a Índia britânica e cedeu Coimbatore, Uttara Kannada e Dakshina Kannada para os britânicos.
A guerra, mais especificamente a Batalha de Mallavelly e a Batalha de Seringapatam, com muitos dos seus principais protagonistas, é abordado no romance histórico Sharpe's Tiger.